# Энгус II (король пиктов)
Энгус II (гэльск. Óengus mac Fergusa; умер в 834) — король пиктов (820—834), брат Константина. Он также был королём Дал Риады, когда именно — неизвестно, по одной из версий с 820 по 834 годы.

## Биография
Некоторые историки полагают, что отцом Энгуса II был король Дал Риады Фергюс II, но эта точка зрения не является единственной и общепризнанной. Возможно, что Энгус II был потомком Энгуса I, скорее всего внуком или правнуком. Он также включён в список королей Дал Риады из «Песни скоттов», но когда именно он там правил — точно неизвестно.
Согласно традиции с именем Энгуса II связаны культ святого Андрея Первозванного и первое использование в качестве флага белого андреевского креста на синем фоне.
Согласно легенде, около 832 года пикты и скотты сражались с англами вблизи современного Этельстанфорда. Вечером перед битвой они помолились о победе святому Андрею Первозванному. Ночью апостол явился к Энгусу II и пообещал свою поддержку в грядущем сражении. На следующий день началось сражение и воины увидели в синем небе белый андреевский крест. Пиктов и скоттов это видение воодушевило и помогло одержать победу. С тех пор пикты и скотты стали особо почитать святого Андрея. Хотя религиозная община в Сент-Эндрюсе существовала и ранее, считается что именно во времена Энгуса II там появилась рака с мощами святого Андрея Первозванного.